# Acropyga sauteri
Acropyga sauteri är en myrart som beskrevs av Auguste-Henri Forel 1912. Acropyga sauteri ingår i släktet Acropyga och familjen myror. Inga underarter finns listade i Catalogue of Life.